# 5. гламочка лака пјешадијска бригада
Пета гламочка лака пјешадијска бригада је била пјешадијска јединица Војске Републике Српске, у саставу Другог крајишког корпуса. Зона одговорности ове јединице је била територија општине Гламоч, која је у периоду Одбрамбено-отаџбинског рата била у саставу Републике Српске. Током рата борила се искључиво на Ливањском пољу.

## Састав и наоружање
Приликом формирања бригада је имала два батаљона, минобацачку чету 120 мм, противавионски вод и позадинску чету. Дана 25. маја формиран је 3. батаљон у рејону Локва, а 4. батаљон у новембру 1994. године. У саставу бригаде формирана је јединица јачине две чете од муслиманског становништва, која је учествовала у борбама на Купресу.
У бригади је мобилисано 30% становништва Гламоча.
Бригада је у свом саставу имала и ватрена средства већег калибра: минобацачи 60 мм, 82 мм, 120 мм, бестрзајни топ 82 мм, самоходна противоклопна оруђа 76 мм, тенкове Т-55 и М-84, хаубице 105 мм, противоклопни топ 76 мм (ЗИС).
Због близине војног аеродрома поред Гламоча у саставу бригаде је 10. јуна формиран 5. лаки артиљеријски дивизион ПВО за одбрану аеродрома и трупе, који се састојао од две батерије топова 20/3 мм и једне батерије топова 40 мм М-1.

## Ратни пут
Пета гламочка лака пјешадијска бригада је формирана 20. маја 1992. на Сухопољу код Гламоча почетком Одбрамбено-отаџбинског рата у Републици Српској, на територији општине Гламоч. Бригада је држала линију која се протезала од положаја на планини Велика Голија, до насељеног мјеста Корићна, држећи под контролом улаз у Гламочко поље. Напредовањем хрватске војске кроз положаје Војске Републике Српске, гламочка бригада отвара још један фронт који се протеже западно од планине Велика Голија, до Мале Голије.
Делови бригаде учествовали су у борби на другим фронтовима у Републици Српској: на бихаћком фронту у рејону Мразово од 7. фебруара до 24. октобра 1994. године, у Медачком џепу у Републици Српској Крајини, у средњој Босни на правцу Церска – Мокро – Сарајево – Бјелашница. Једна чета је учествовала у ослобађању Трнова 1993. године и заједно са Гардом генерала Младића ушла у ослобођени град. Бригада је послала две чете у одбрану Купреса октобра 1994. Бригада успешно брани Гламочко поље од непријатељских напада током операције Зима 94.
Поред успешне одбране у додељеној зони, бригада је самоиницијативно слала ојачања из свог састава суседним јединицама на угрожене правце на Шатору и Старетини током јуна и јула месеца 1995. године.
Током хрватске операције "Љето 95", бригада неколико дана успјешно одбија велики број напада хрватске војске и хрватског вијећа одбране. Бригада, с обзиром на мали број људи и слабо наоружање, није успјела да заустави хрватске нападе, па се 28. јула повукла са својих позиција из гламочке области. Упркос жилавој одбрани, десни сусед бригаде, 3. српска мешовита бригада, потиснута је са својих положаја због чега је 5. гламочка натерана на повлачење.
После повлачења из матичне зоне одбране, бригада је, сада у саставу новоосноване Оперативне групе 2 Првог крајишког корпуса, ангажована за одбрану правца Млиништа – Мркоњић Град током напада хрватских снага у операцији Маестрал. По окупацији Мркоњић Града у непријатељској операцији „Јужни потез”, ангажована је у одбрани на Мањачи у рејону Велика Мањача – Кочићева главица – Стевановићи до 25. септембра 1995. године, а затим у рејону Јоховице до краја рата.

## Губици
У току рата погинуло је 100 припадника бригаде.

## Послератни период
Општина Гламоч је као једна од општина Републике Српске престала да постоји потписивањем Дејтонског мировног споразума, па је и 5. гламочка бригада расформирана 31. марта 1996. изгубивши зону одговорности.